# Kościół Matki Bożej Pocieszenia w Żyrardowie
Kościół pw. Matki Bożej Pocieszenia w Żyrardowie (kościół farny) – główny kościół rzymskokatolicki Żyrardowa, a zarazem jedna z największych budowli sakralnych na Mazowszu.

## Historia
Wraz z utworzeniem w Żyrardowie parafii katolickiej w 1898 r. zawiązał się Komitet Budowy Kościoła Parafialnego Katolickiego w Żyrardowie, któremu przewodniczył Kazimierz Sobański z Guzowa. Bezpośrednio po erygowaniu nowej parafii, w maju 1898 r. Karol Dittrich jr. ofiarował na cel budowy 50 000 rubli, zaś w liście skierowanym do proboszcza ks. Władysława Żaboklickiego z dnia 25 marca 1899 poinformował o przekazaniu kolejnych 45 000 rubli w imieniu swoim i rodziny. Będący właścicielem cegielni w Radziejowicach Zarząd Towarzystwa Akcyjnego Zakładów Żyrardowskich podarował ponad 3000 000 sztuk radzejowickiej cegły (wypalanych w kilkudziesięciu różnych kształtach), którą dostarczano na plac budowy po 12,5 rb za 1000 sztuk przez okres dwóch lat.
Zbudowany został w latach 1900–1903 w stylu neogotyckim według projektu Józefa Piusa Dziekońskiego na placu podarowanym przez hrabiego Feliksa Sobańskiego. Kubatura budowli wynosi 12870 m³ a jej wyniosłe wieże (ponad 70 m wysokości) górują i dziś nad całym miastem.

## Architektura

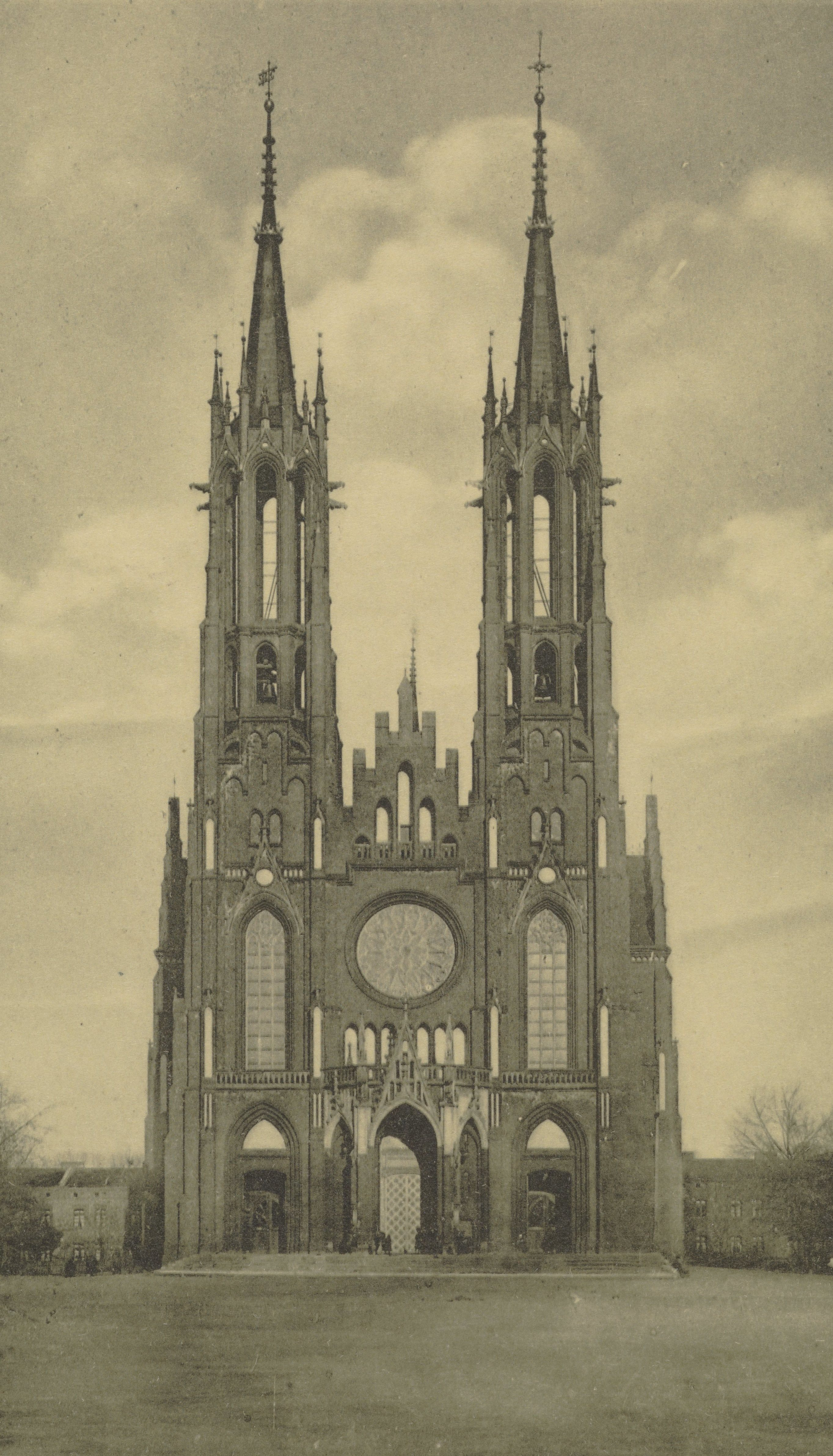
Kościół około 1913 r.

Przez niektórych badaczy styl kościoła jest określany mianem gotyku nadwiślańskiego, jednak należy pamiętać, że za takim określeniem przemawia w zasadzie jedynie łączenie nagiego lica ścian (pozbawionego tynku) z płaszczyznami pokrytymi tynkiem; poza tym za tego typu określeniem nie przemawiają żadne inne argumenty.
Także takie aspekty jak stopień komplikacji bryły, ogromna liczba form profili, a także zastosowanie w dekoracji elewacji (zwłaszcza najbardziej reprezentacyjnej fasady zachodniej), elementów kamiennych o bardzo skomplikowanej rzeźbie, takich jak wimpergi, balustrady czy pinakle (zwłaszcza w górnej części portalu głównego wejścia) raczej nie znajdują odzwierciedlenia w architekturze gotyku nadwiślańskiego (zwłaszcza na obszarze Mazowsza gotyk miał szczególnie prowincjonalny charakter), z kolei przykłady wprowadzenia elementów kamieniarki (także takich o bardzo skomplikowanych formach) w kościele ceglanym można spotkać na przykład w kościele Mariackim w Krakowie). Za pierwowzór kościoła żyrardowskiego przyjmuje się najczęściej Katedrę Kolońską z lat 1248–1880; podobieństwo formy jest jednak nazbyt ogólne i sprowadza się w zasadzie do schematu dwuwieżowej (Katedra kolońska jest pod tym względem wyjątkiem na obszarze niemieckim) bazyliki z transeptem, charakterystycznej dla budownictwa gotyckiego we Francji. Za pierwowzór większości tego typu kościołów powstających od połowy XIX wieku do początku wieku XX należałoby uznać raczej Kościół Wotywny w Wiedniu (Votivkirche) zbudowany między 1855 a 1879 rokiem na wzór katedr francuskich z XIII stulecia.

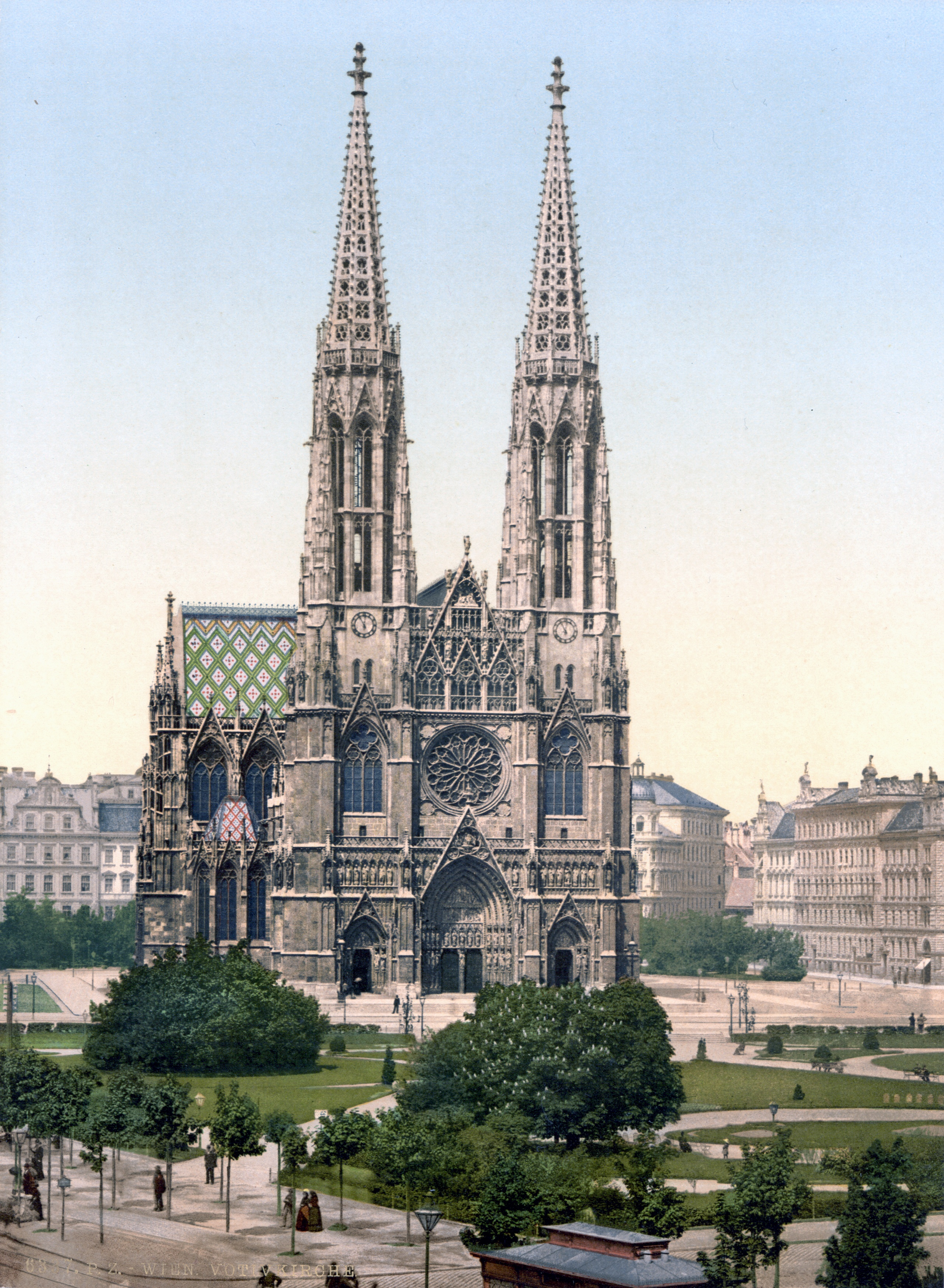
Kościół Wotywny w 1900. Inspiracja dla kościoła w Żyrardowie

Układ fasady kościoła Matki Bożej Pocieszenia w Żyrardowie jest bardzo podobny do układu fasady kościoła wiedeńskiego, Kościół Wotywny zbudowany przez Heinricha von Ferstela wyróżnia się jednak innym materiałem zastosowanym do budowy (kamień), znacznie bogatszą dekoracją (ażurowe hełmy wież są bliższe architekturze niemieckiej - Kolonia, Fryburg Bryzgowijski), oraz zastosowaniem na szeroką skalę efektów kolorystycznych, szczególnie poprzez ułożenie wielobarwnego wzoru z dachówek na połaciach dachowych, co w specyficzny sposób współgra z dachami wiedeńskiej katedry. Kościół pw. Matki Bożej Pocieszenia w Żyrardowie zalicza się do całej sekwencji dużych świątyń neogotyckich projektowanych przez Józefa Piusa Dziekońskiego; podobne kościoły znajdują się także w innych miastach dawnego zaboru rosyjskiego, między innymi w Białymstoku, Radomiu, Skarżysku-Kamiennej, Warszawie (Katedra Praska pw. św. Floriana). Do czasu zniszczenia przez wycofujące się z Pragi wojska niemieckie Kościół św. Floriana zaliczał się do grona najokazalszych i najbardziej udanych prac Dziekońskiego. Kościoły praski i żyrardowski cechowała zbliżona ilość dekoracji na fasadzie zachodniej. W wyniku odbudowy Kościół św. Floriana utracił dawny kształt fasady, przez co kościół żyrardowski został świątynią z najokazalszą i zdaniem wielu najbardziej wyrafinowaną fasadą ze wszystkich kościołów zrealizowanych przez Dziekońskiego.

### Wnętrze

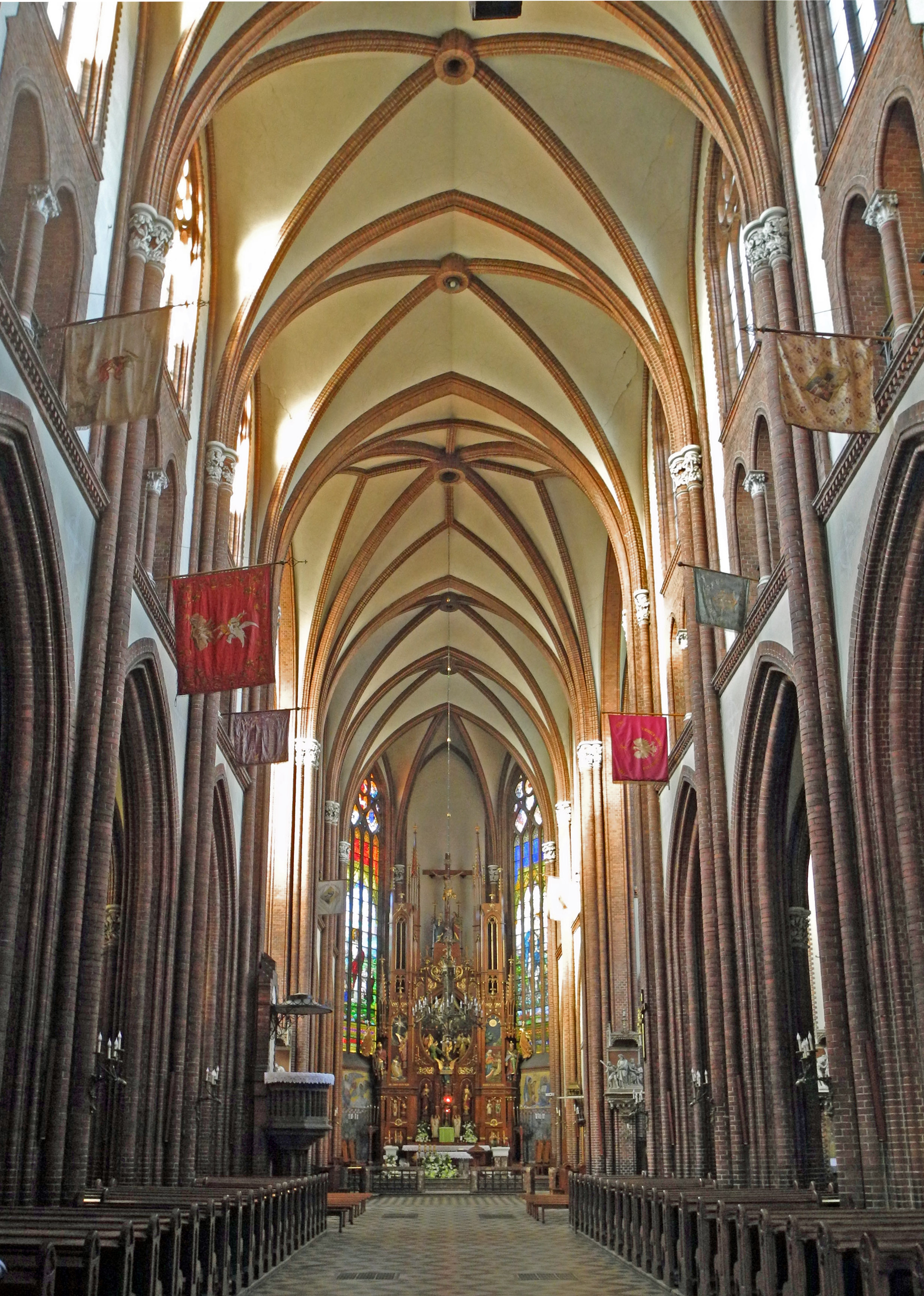
Wnętrze kościoła

We wnętrzu kościoła znajdują się 3 wielkie ołtarze: ołtarz główny w prezbiterium został wykonany w latach 1929-1931 w pracowni Wincentego Bogaczyka z Warszawy (wykończony drewnem, z bardzo bogatą dekoracją rzeźbiarską); ołtarz ten ma formę dwuwieżowej fasady kościoła gotyckiego. Od 1903 w nasadzie ołtarza są przechowywane relikwie męczenników - świętych Wiktorii i Romana. 
W ramionach transeptu znajdują się dwa wielkie ołtarze wykonane ze stiuku z przewagą elementów neogotyckich i neobarokowymi figurami świętych. Poświęcone są św. Józefowi i św. Franciszkowi Serafickiemu. W Kaplicy Matki Boskiej Częstochowskiej znajduje się ołtarz pod jej wezwaniem zaprojektowany w stylu neogotyckim i zbudowany przez Feliksa Koneckiego. 
Ponadto w kościele znajdują się cenne secesyjne witraże przypisywane Mehofferowi w rzeczywistości autorem rysunku i kolorystyki witraży jest Jan Kanty Gumowski a wykonawcą Pracownia Witraży Artystycznych
F. Białkowskiego, wielki żyrandol na skrzyżowaniu nawy głównej i transeptu, bardzo oszczędna w formie ambona wykonana w 1909 z surowej cegły z kutym baldachimem pod którym wymalowano gołębicę w locie symbolizującą Ducha Świętego, neogotyckie konfesjonały ustawione w specjalnych niszach, piękna grupa stacji drogi krzyżowej wykonana w 1909 oraz duże zabytkowe organy ufundowane przez Karola Dittricha Jr., a wykonane w 1911 w znanej pracowni organmistrzowskiej braci Rieger. W apsydzie znajdują się dwa duże witraże wykonane przez Feliksa Koneckiego w 1935 r.; witraż po prawej stronie ołtarza głównego przedstawia Maryję z Dzieciątkiem stojącą na polu pełnym kwiatów lnu; za szczególnie ciekawy element kompozycji uchodzi fakt, że Dzieciątko trzyma w dłoni nie berło, lecz wrzeciono. w dolnej części kompozycji znajduje się m.in. wyobrażenie dużej świątyni neogotyckiej, a pod nim umieszczono napis Ku uczczeniu pamięci Pierwszego Marszałka Józefa Piłsudskiego – 12 maja 1935 pracownicy zakładów żyrardowskich. Witraż po lewej stronie ołtarza głównego przedstawia Serce Chrystusowe; witraż ten charakteryzuje się zastosowaniem na szeroką skalę barwy czerwonej, tak jak witraż z Maryją wyróżnia się kolorem błękitnym. Po lewej stronie od wejścia do kościoła w przyziemiu wieży południowej znajduje się tablica z danymi dotyczącymi budowy oraz wykazem imion i nazwisk wszystkich dotychczasowych proboszczów; w kruchcie znajduje się także kilka epitafiów.

### Maswerki
Kościół pw. Matki Bożej Pocieszenia wyróżnia się zespołem maswerków, naśladujących wzorce od wczesnogotyckich do tych z gotyku dojrzałego. Maswerki, w które oprawiono witraże naw bocznych zostały wykonane z cegły i naśladują wzorce wczesnogotyckie znane głównie z kościołów wznoszonych we Francji około 2 poł. XII w.. Maswerki w wielkich oknach zamykających północną i południową ścianę transeptu również wykonano z cegły, jednakże duża powierzchnia przeszklenia pozwoliła na wprowadzenie bardziej skomplikowanego podziału okna; maswerki te oraz maswerki witraży w prezbiterium, a także te umieszczone w oknach doświetlających od góry nawę główną, transept i prezbiterium przypominają realizacje z XIII stulecia4. Z kolei maswerki fasady zachodniej oraz dolnych partii wież od północy i południa także nawiązują do francuskich realizacji trzynastowiecznych, jednakże ze względu na reprezentacyjność fasady zachodniej wykuto je w kamieniu oraz wykorzystano większy zasób profili służek.